# NGC 1386
NGC 1386 é uma galáxia {{{typ}}} localizada na direcção da constelação de Eridanus. Possui uma declinação de -35° 59' 56" e uma ascensão recta de 3 horas, 36 minutos e 46,3 segundos.